# قلعه چنگایی
قلعه چنگایی، روستایی از توابع بخش مرکزی شهرستان لالی در استان خوزستان ایران است.در این روستا مردم چنگائی که زیر مجموعه بهداروند هستند زندگی می‌کنند. و صیدال بک از جنگاوران نامدار ایل بختیاری از این مردم بود.

## جمعیت
این روستا در دهستان دشت لالی قرار دارد و براساس سرشماری مرکز آمار ایران در سال ۱۳۸۵، جمعیت آن ۸۰۸ نفر (۱۱۶خانوار) بوده‌است.